# Coupe du Liberia de football
 (décembre 2024).
Si vous disposez d'ouvrages ou d'articles de référence ou si vous connaissez des sites web de qualité traitant du thème abordé ici, merci de compléter l'article en donnant les références utiles à sa vérifiabilité et en les liant à la section « Notes et références ».
La Coupe du Liberia de football a été créée en 1974.

## Palmarès
- 1974 : Mighty Barrolle (Monrovia)
- 1975 : Non disputée
- 1976 : Cedar United (Monrovia)
- 1977 : Cedar United
- 1978 : Mighty Barrolle
- De 1979 à 1980 : Non disputée
- 1981 : Mighty Barrolle
- 1982 : Saint Joseph Warriors
- 1983 : Mighty Barrolle
- 1984 : Mighty Barrolle
- 1985 : Mighty Barrolle
- 1986 : Mighty Barrolle
- 1987 : Invincible Eleven (Monrovia)
- 1988 : LPRC Oilers
- 1989 : LPRC Oilers
- 1990 : Non disputée
- 1991 : Invincible Eleven
- 1992 : NPA Anchors (Monrovia) 3-1 Invincible Eleven
- 1993 : LPRC Oilers 2-0 Mighty Barrolle
- 1994 : Monrovia Club Breweries 1-0 LPRC Oilers
- 1995 : Mighty Barrolle
- 1996 : Junior Professional (Monrovia)
- 1997 : Invincible Eleven
- 1998 : Invincible Eleven 1-2E / 1-0 Junior Professional
- 1999 : LPRC Oilers
- 2000 : LPRC Oilers
- 2001 : Inconnu
- 2002 : Mighty Blue Angles bat Mark Professionals
- 2003 : Inconnu
- 2004 : LISCR FC 2-0 Bassa Defender
- 2005 : LISCR FC
- 2006 : NPA Anchors 0-0 (tab 3-2) Mighty Barrolle
- 2007 : Saint Joseph Warriors bat LISCR FC
- 2008 : Monrovia Black Star FC 1-1 (tab 4-1) Mighty Barrolle
- 2009 : Barrack Young Controllers 1-0 LPRC Oilers
- 2010-2011 : Invincible Eleven 1-0 Barrack Young Controllers
- 2012 : Barrack Young Controllers (réserve) 1-0 Watanga FC
- 2013 : Barrack Young Controllers 6-0 Fatu FC
- 2013-2014 : FC Fassell 1-0 NPA Anchors
- 2015 : Barrack Young Controllers (réserve) 0-0 (tab 2-1) MC Breweries
- 2016 : Monrovia Club Breweries FC 2-0 Mighty Barrolle
- 2017 : LISCR FC 3-0 ELWA United
- 2018 : Barrack Young Controllers 4-0 LISCR FC
- 2019 : LISCR FC 2-0 Barrack Young Controllers
- 2019-2020 : Compétition abandonnée
- 2020-2021 : Monrovia Club Breweries FC 2-1 Watanga FC
- 2021-2022 : LISCR FC 2-2 (tab 4-2) Tony FC
- 2022-2023 : LISCR FC 2-0 Watanga FC
- 2023-2024 : Paynesville FC 1-0 Invincible Eleven

## Référence
- (en) Palmarès de la Coupe du Liberia sur le site RSSSF.com